# Sunnyside Hospital
Sunnyside Hospital (1863-1999) est le premier hôpital psychiatrique construit à Christchurch, en Nouvelle-Zélande. Il a d'abord porté le nom de Sunnyside Lunatic Asylum et a eu pour premiers patients 17 personnes auparavant incarcérées à la prison de Lyttelton. En 2007, il ne reste plus sur les lieux que l'Hilmorton Hospital, parmi d'autres services de santé mentale.

## Architecture
Sunnyside a été principalement bâti par l'architecte néo-gothique néo-zélandais Benjamin Mountfort, le bâtiment administratif étant l'œuvre de John Campbell (en).

## Personnel
Edward William Seagar a été le premier super-intendant du Sunnyside Hospital.
En 1995, quatre ans avant sa fermeture, des infirmières ont quitté le travail en raison de conditions de travail dangereuses.

## Patients célèbres
- Rita Angus, peintre, en 1950[2].

- Janet Frame, écrivain. Frame a décrit dans son autobiographie An Angel at my Table (1984) et son roman Faces in the Water (en français, Visages noyés) certaines de ses expériences à Sunnyside, notamment les électrochocs qu'elle y a subis.

- Mabel Howard, syndicaliste, politicienne, première femme ministre de Nouvelle-Zélande, y est morte le 23 juin 1972[3].

- Richard Pearse (en), inventeur et pionnier de l'aviation, y a été interné de juin 1951 à sa mort en juillet 1953[4].

### Sources
- (en) Christchurch City Libraries, Heritage, (consulté le 10 mars 2015).
- Frame, Janet. 1991. An Autobiography. To the Island. An Angel At My Table. The Envoy from Mirror City. New York: George Braziller.
- (en) Frame, Janet. 1961. Reprinted in 1980. Faces in the Water. London: The Women's Press.